# Casarão Cônego Felício (Piranga)

Solar de Cônego Felício, em Piranga, Minas Gerais. Fotografia de 2022. Parte do acervo do Arquivo do Conhecimento Claudio Manoel da Costa.

O Casarão Cônego Felício é um sobrado, parte do patrimônio histórico do município de Piranga. Localiza-se na rua São Sebastião, foi tombado em 2009, a nível municípal.

## História
O sobrado foi erguido pela comunidade piranguense, para ser a moradia do Cônego Felício de Abreu Lopes, que veio assumir o cargo de pároca da cidade. Cônego Felício era natural de Mariana, tendo nascido em 11 de dezembro de 1872, e teria chegado em Piranga em 1900. Na construção também aconteciam ações educativas e culturais.
Conta-se que possuía um estilo vigoroso e autoritário, tendo exercito longo paroquiato. Na parte educacional foi também o primeiro Inspetor do recém criado Grupo Escolar de Piranga, fundado pelo coronel José Ildefonso da Silva, em 1912. No que diz respeito a política foi um elo entre o povo e a elite da cidade, dominada pelos coroneis. Foi defensor da austeridade e do comportamento ético-cristão das autoridades. No campo social era moralista, e defendia os bons costumes cristãos. Cobrava de seu rebanho o desempenho máximo nas obrigações religiosas, há, inclusive, diversos causos a seu respeito, que rodeiam o folclore local.
O Cônego Felício teria residido no sobrado até a data de sua morte, na década de 1940. Por volta dos anos 1970 / 80, os familiares herdeiros venderam o imóvel para a família de Dona Filinha Milagres. Em 2015 foi comprado pela Prefeitura de Piranga.

## Descrição arquitetônica
As pinturas parietais internas do edifício, são do artista italo-brasileiro Ângelo Bigi.

## Preservação
Embora fosse um bem tombado, a situação de conservação e preservação do sobrado foi, durante anos, precária, tendo a construção corrido grande risco de desabamento. O imóvel foi comprado pela Prefeitura Municipal de Piranga na gestão de Eduardo Guimarães, pelo valor de R$ 250 mil. O decreto previa a instalação da Casa de Cultura e Museu no edificio. O projeto de restauração, com centenas de páginas, detalhando toda arquitetura do imóvel e as intervenções necessárias, foi orçado à época em R$ 500 mil. Mas, não foi executado.
Nas gestões posterior, de Carlos de Araújo (PMDB) e José Carlos (PV), nada foi feito em prol da recuperação do casarão e o mesmo sofreu significativa degradação ao longo dos oito anos. A estrutura foi se deteriorando, as janelas e portas caiam aos pedaços, e as paredes trincavam. Em 2019 o telhado desabou. Somente na gestão de Luisinho Araújo (PMN) é que foi anunciada a reforma do casarão. A dita reforma que custará 200 mil reais, com recursos do Fundo Municipal de Patrimônio Histórico, contemplará intervenções como a restauração da cobertura, do telhado, recuperação da estrutura de madeira, e instalação de rede de drenagem e esgoto.
Embora o seu tombamento e desapropriação tenha tido por objeto a criação de uma casa de Cultura e um museu da cidade, como supracitado, em agosto de 2023 foi decretado que, posteriormente a restauração, o prédio será cedido à Polícia Militar, passando a ser sede da comarca de Piranga. Por conta dessa cessão os outros municipios pertencentes à comarca - Presidente Bernardes, Senhora de Oliveira e Porto Firme - também contribuiram com o orçamento de restauro.

## Representação na cultura
O casarão Cônego Felício é um ponto de encontro na memória histórica de Piranga, prova disto é a mobilização popular para a preservação da mesma. No que diz respeito ao seu homônimo, são várias as históricas e causos folcloricos espacializadas na construção. Também são encontrados ecos na literatura, como o poema a seguir, publicado no Tribuna de Piranga:
"Ô, posso ainda ouvir as cantorias que aquele pintor italiano
Cantarolava enquanto trabalhava.
Ainda posso escutar o sotaque, e o mau humor.
O casarão, aonde morou o pároco,
Aonde treinou seus sermões poderosos,
Aonde viu diante do espelho sua fronte,
Sua austeridade e sua rigidez.
Ali catequizou a cidade, com seus punhos poderosos
E seu moralismo imbatível".